# Король Нью-Йорка
«Король Нью-Йорку» — фільм бойовик, кримінал, драма режисера Абеля Феррари.

## Опис
Закінчився тюремний термін у відомого гангстера Френка Уайта. Вийшовши на довгоочікувану свободу, він оголошує себе королем Нью-Йорка, а всьому місту — про свій намір взяти під повний контроль торгівлю наркотичними речовинами. Бандит обіцяє знищити буквально всіх, хто буде йому заважати. Місто перетворюється на арену кривавих розбірок.
Банда Френка, до складу якої входять переважно чорношкірі представники, знищує всіх, хто перешкоджає ринку збуту наркотиків. Поліція не може швидко впоратися з Френком. Тому приймає рішення про оголошення йому справжньої війни…

## Актори
Банда Уайта
- Крістофер Вокен — Френк Вайт, американець
- Лоренс Фішберн — Джиммі Джамп, афроамериканець
- Пол Кальдерон — Джої Далезіо, афроамериканець
- Джанкарло Еспозіто — Ленс, афроамериканець
- Стів Бушемі — Тест Тьюб, американець
- Роджер Гуенвєр Сміт — Таннер, афроамериканець
- Дженет Джуліан — Дженніфер, американка
- Тереза Рендл — Рей, афроамериканка

Відділ по боротьбі з наркотиками
- Віктор Арго — Рой Бішоп, американець
- Девід Карузо — Денніс Гіллі, ірландець
- Уеслі Снайпс — Томас Фланіган, афроамериканець
- Джеймс Лорінз — Тіп Коннолі, американець

Мафіозні боси
- Джоі Чін — Ларрі Вонг, китаєць
- Ернест Абуба — Король Тіто, колумбієць
- Фредді Говард — Еміліо Ель Запо, колумбієць
- Френк Джіо — Арті Клей, італієць

## Критичні оцінки
Фільм різко розкритикували під час виходу на кіноекрани, проте з часом він став класикою гангстерського жанру. На сайті Rotten Tomatoes «Король Нью-Йорка» має 71% позитивних оцінок на основі 23 оглядів (статус «свіжого»).